# Bandura
La bandura è uno strumento musicale tradizionale appartenente al gruppo dei cordofoni, usato essenzialmente in Ucraina.
È uno strumento popolare che rappresenta un incrocio fra un liuto ed una cetra ed ha un numero variabile di corde che vengono pizzicate.